# Carios armasi
Carios armasi är en fästingart som beskrevs av de la Cruz och Estrada-Peña 1995. Carios armasi ingår i släktet Carios och familjen mjuka fästingar.
Artens utbredningsområde är Kuba. Inga underarter finns listade.